# Neoleptoneta arkansa
Neoleptoneta arkansa là một loài nhện trong họ Leptonetidae.
Loài này thuộc chi Neoleptoneta. Neoleptoneta arkansa được Willis J. Gertsch miêu tả năm 1974.